# Glätten (Fertigungsverfahren)
Unter dem Begriff Glätten fasst man diverse Fertigungsverfahren zur Oberflächenvergütung zusammen, die die Oberflächenrauheit verringern. Zu den Glättverfahren zählt man:
- Hobeln
- Schleifen
- Polieren
- Honen
- Läppen
- Schlichten